# ロナ (単位)
ロナ（ronna、記号：R）は、国際単位系（SI）におけるSI接頭語の一つで、基礎となる単位の1027（千𥝱）倍の量であることを示す。
ロナの追加は、2022年11月18日の第27回国際度量衡総会で承認された。新たなSI接頭語の制定を推進したイギリス国立物理学研究所のリチャード・ブラウンは、追加理由の一つとして、当時最大のSI接頭語であったヨタを用いても、世界で増大するデータ量に対応しきれないことを挙げた。調査会社のIDCは、2025年に世界のデータの総量は175ゼタバイトに達すると予測しており、成長が続けば2030年代に1ヨタバイトを超える見通しである。記号の「R」は、SI接頭語で使われておらず、間違いが起きにくいことを考慮して制定された。
ロナは、ギリシア語で9を意味する「ἐννέα」（ennéa）に由来する。これは、1027が、10009だからである。
地球の重さは約6ロナグラムである。